# Deserto da Patagônia

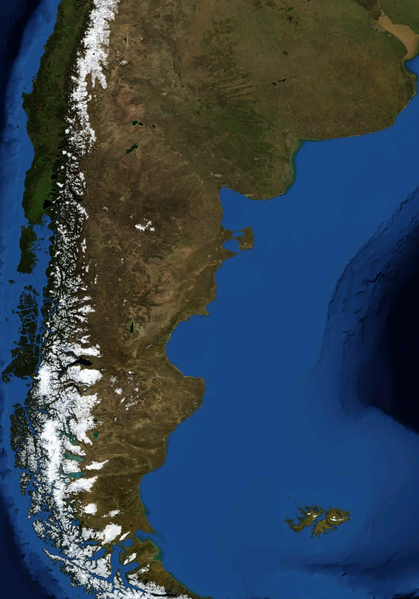
Deserto visto de satélite da NASA.

O Patagônia é o maior deserto da América e está localizado ao sul da Argentina, para a qual passou a ter importância econômica no século XIX, quando houve a descoberta da abundância mineral. Sua maior riqueza é o petróleo, enquanto seu subsolo é rico em ferro. De população reduzida, tem como atividades ainda a agricultura de cereais e a pecuária como pontos tradicionais. Extenso, é limitado pelo oceano Atlântico e pela Cordilheira dos Andes, com um clima variado de semiárido a polar.
É o sétimo maior deserto do mundo por área, ocupando uma área de aproximadamente 673.000 km2. O Deserto Patagônico, também conhecido como Estepe Patagônico, é o maior deserto da Argentina e é o 8º maior deserto do mundo em área, ocupando 673.000 quilômetros quadrados. Localiza-se principalmente na Argentina e é limitado pela Cordilheira dos Andes, a oeste, e pelo Oceano Atlântico a leste, na região da Patagônia, sul da Argentina. Ao norte, o deserto desemboca na região de Cuyo e no Monte. As partes centrais da estepe são dominadas por arbustos, herbáceas e, a oeste, onde a precipitação é maior, os arbustos são substituídos por gramíneas.  Topograficamente os desertos consistem em planaltos e maciços alternados dissecados por vales fluviais e desfiladeiros. As partes mais ocidentais da estepe abrigam lagos de origem glacial e descem para montanhas estéreis ou florestas temperadas frias ao longo dos vales.
Habitado por caçadores-coletores desde os tempos pré-hispânicos, o deserto enfrentou a migração no século XIX de argentinos, galeses e outros povos europeus, transformando-o de uma zona fronteiriça conflituosa em parte integrante da Argentina, com criação de gado, ovelhas e cavalos sendo os principais usos da terra. O deserto da Patagônia existe desde o Mioceno Médio (14 a 12 milhões de anos atrás) e surgiu quando os Andes subiram para o oeste.

## Características gerais

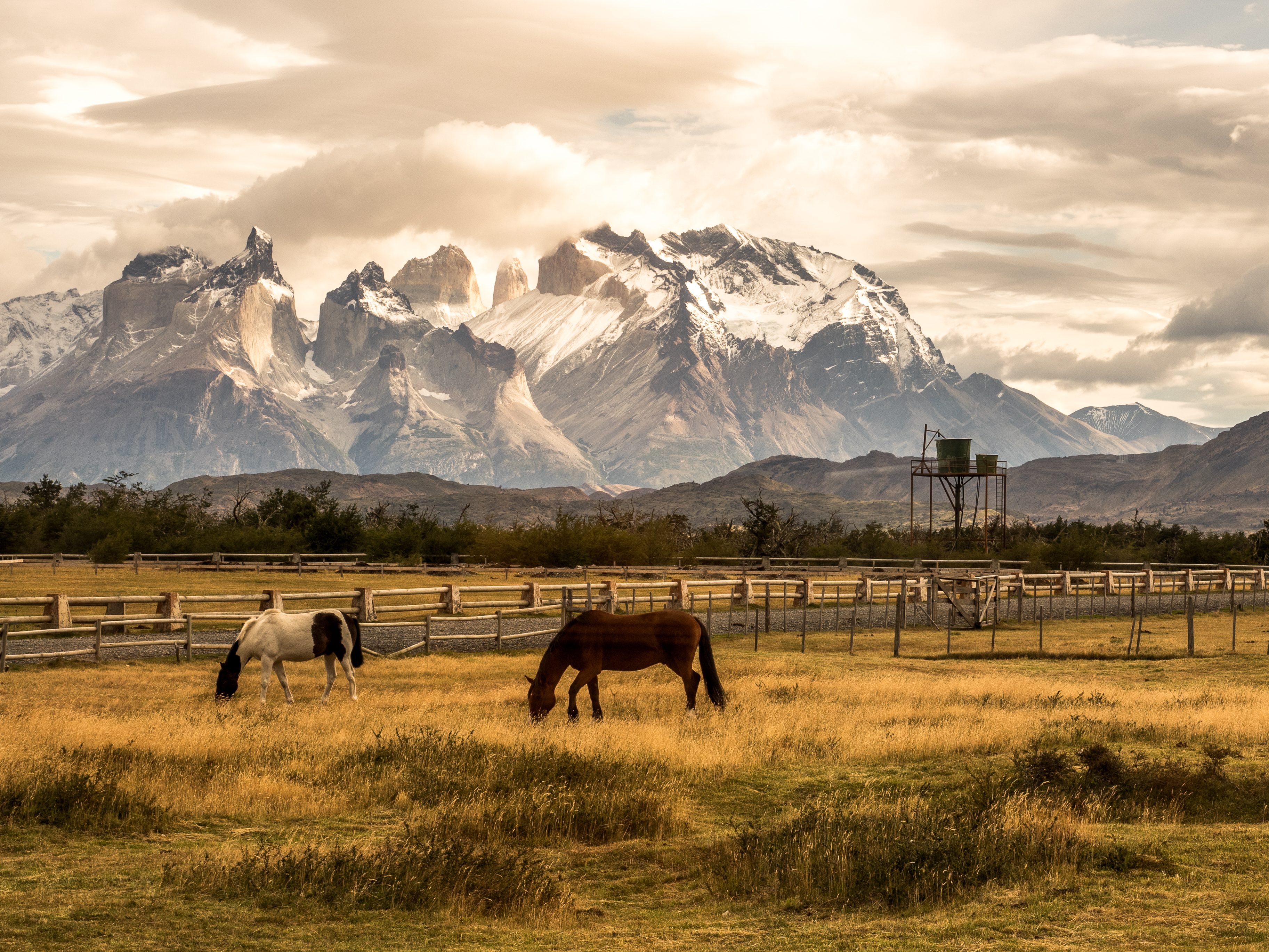
Foto da Região Patagônica

A Patagônia extra-andina ou Patagônia oriental é a parte oriental da Patagônia, localizada no sudeste da América do Sul. Encontra-se principalmente na Argentina , embora também ocorra em alguns setores chilenos ao leste da Cordilheira dos Andes. É delimitado pelas florestas úmidas da Cordilheira dos Andes a oeste e pelo Oceano Atlântico a leste.
Seu clima é árido e semiárido onde a temperatura raramente ultrapassa os 12°C e a média é de apenas 3°C. A região experimenta cerca de 7 meses de inverno e 5 meses de verão. O permafrost ocorre apenas marginalmente, mas a neve é frequente, especialmente no inverno. Os Andes, a oeste do deserto, são a principal razão para o status de deserto da Patagônia, pois inibem o fluxo de umidade do sul do Pacífico para o oeste de chegar ao interior. Isso cria uma sombra de chuva que explica a formação do deserto e é por isso que, apesar de aproximadamente metade do deserto estar a apenas cerca de 200 quilômetros do mar, um deserto tão grande é encontrado na região. A corrente fria das Malvinas na costa atlântica da América do Sul também contribui para a aridez da área.
Apesar das duras condições ambientais, muitas espécies animais se adaptaram à vida na Patagônia. Alguns vivem apenas na periferia mais habitável e geograficamente variada da ecorregião. A coruja vizcachera, a ema ou ema de cauda curta, o guanaco, o tuco-tuco patagônico, a mara, o pichi , a doninha patagônica, o furão menor, o gambá patagônico, o puma, a raposa cinzenta patagônica ou chila, a iguana do deserto e várias espécies de águias e falcões são algumas das espécies animais que habitam a região. A flora da região é muito particular, e inclui várias espécies de arbustos com adaptações xerofíticas, como Acantholippia, Anarthrophyllum, Benthamiella, Junellia e várias espécies de gramíneas. As ervas aquáticas existem nas lagoas efêmeras que se formam a partir do escoamento dos Andes.
O deserto foi residência de vários povos indígenas em seu passado, como evidenciado pelas pinturas rupestres da região. A área é escassamente povoada hoje e aqueles que vivem aqui sobrevivem principalmente através da criação de gado, como ovelhas e cabras. A mineração de recursos, especialmente petróleo, gás e carvão em algumas partes da região, é outra maneira de interagir com os seres humanos e influenciar o ambiente do deserto. Os seres humanos também podem interagir com o meio ambiente caçando animais.
Uma avaliação de 2017 descobriu que 70.970 km 2, ou 12%, da ecorregião estão em áreas protegidas.  As áreas protegidas incluem o Parque Nacional Perito Moreno, a Reserva da Biosfera Patagônia Azul e a Reserva da Biosfera Valdés.

## Geografia e Clima

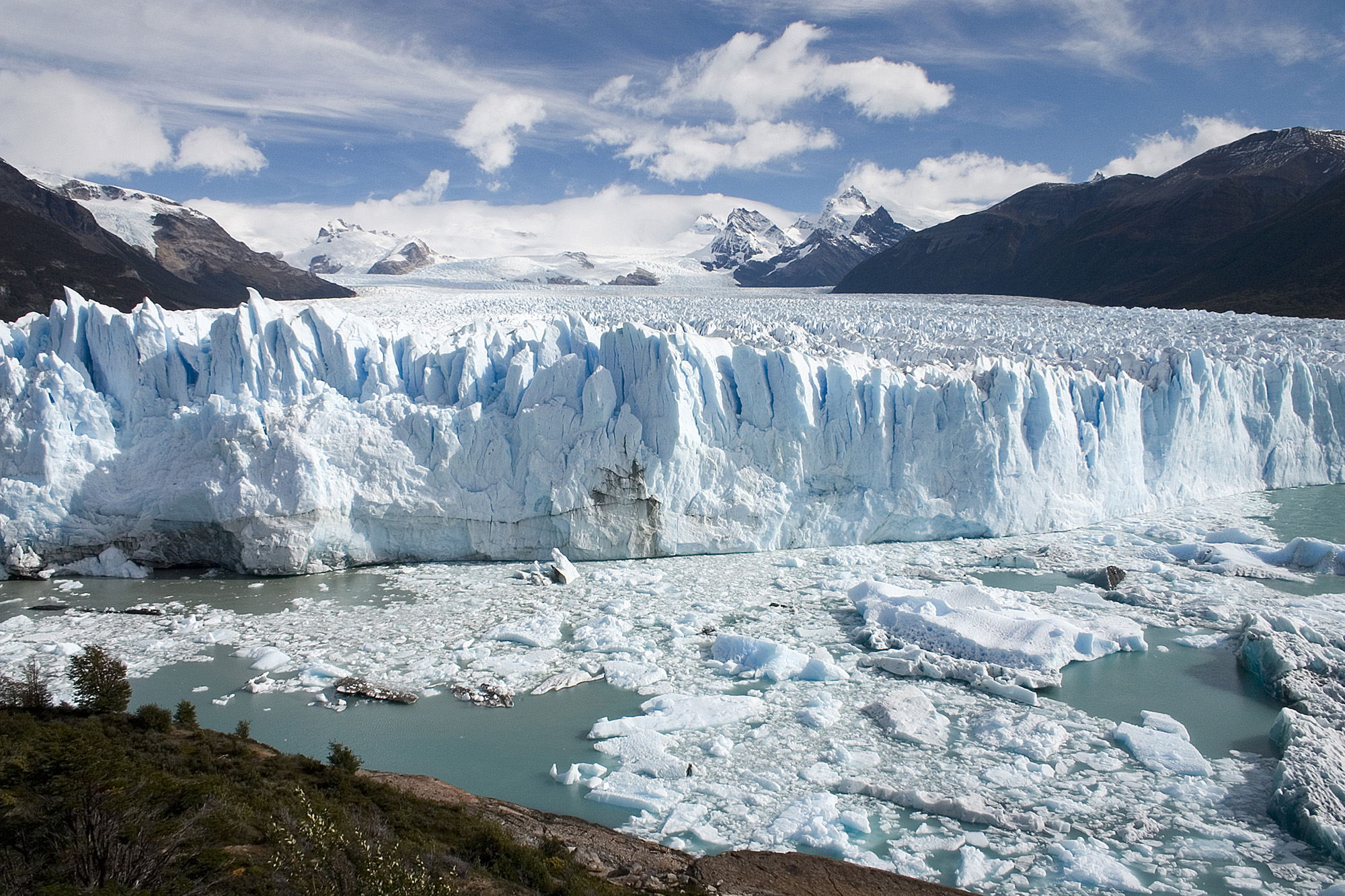
Geleira "Perito Moreno" na Patagônia Argentina

O deserto da Patagônia é o maior do paralelo de 40° e é um grande deserto frio de inverno, onde a temperatura raramente ultrapassa os 12°C e a média é de apenas 3°C. A região experimenta cerca de sete meses de inverno e cinco meses de verão. A geada não é incomum no deserto, mas, devido à condição muito seca durante todo o ano, a neve é rara. Os Andes, a oeste do deserto, são a principal razão para o status de deserto da Patagônia, pois inibem o fluxo de umidade do oeste do Pacífico sul de chegar ao interior. Isso cria uma zona de ausência de chuva que explica a formação do deserto e é por isso que, apesar de aproximadamente metade do deserto estar a apenas cerca de 200 milhas do oceano, um deserto tão grande é encontrado na região.  A corrente fria das Malvinas ao largo da costa atlântica da América do Sul também contribui para a aridez da área. Diferentes climas podem ser distinguidos: a costa norte do paralelo 45 é muito mais amena por causa das correntes quentes do Brasil, e toda a metade norte da região é significativamente mais quente no verão, quando o clima ensolarado predomina. As temperaturas diárias no verão chegam a 31°C na região do Rio Colorado, uma geral de 26°C a 29°C no litoral norte, e 24°C a 28°C na planície norte, com noites em torno de 12°C a 15 °C na costa e entre 7 °C e 10 °C na estepe. No sul, as temperaturas de verão diminuem de 22 °C para apenas 16 °C ao longo da costa, e de 24 °C a 17 °C ao longo das estepes, enquanto as noites vão de 8 °C a 11 °C na costa, e de 6 °C a 10 °C na estepe.
Durante o inverno, a proximidade com a costa e a altitude são os principais fatores: enquanto as áreas costeiras do norte têm invernos amenos, de 2 °C à noite a cerca de 11 °C durante o dia, o sul de Santa Cruz varia de -2 °C a 5 °C, e Tierra del Fuego, de -3 °C a 3 °C, para uma média de 0 °C. No interior, as áreas do norte variam de 0 °C a 10 °C nas áreas baixas, e de -5 °C a 5 °C nos planaltos (novamente, média em torno de 0 °C), enquanto no sul, as áreas baixas variam de -3 °C a 4 °C, e as áreas mais altas estão claramente abaixo de 0 °C. Os pontos mais frios costumam registrar temperaturas entre -20°C e -25°C durante as ondas de frio, e o recorde oficial é de -33,9°C na província de Chubut. No entanto, algumas cidades afirmam ter tido registros de cerca de -35 ° C.

A geada de verão é comum em todos os lugares, exceto na costa norte, e até granizo e neve leve podem cair durante a estação quente. Os ventos são constantes e muito fortes, vindos de oeste na maioria dos casos.

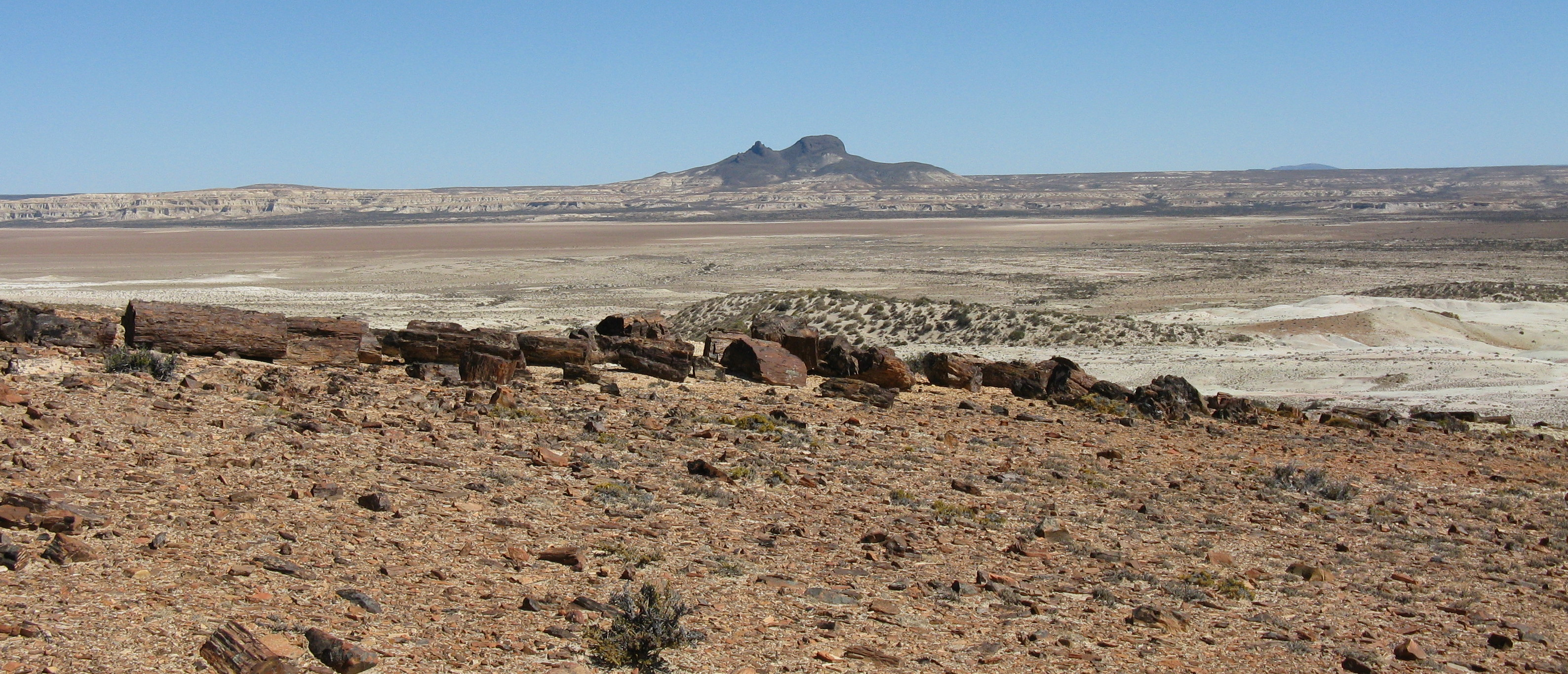
Deserto estéril da Patagônia no Parque do Monumento nacional Bosques Petrificados, Argentina

Antes da formação dos Andes, a região provavelmente era coberta por florestas temperadas. No entanto, após a formação dos Andes, as cinzas dos vulcões próximos cobriram as florestas e as águas saturadas de minerais penetraram nos troncos, fossilizando as árvores e criando uma das florestas petrificadas mais bem preservadas do mundo no centro do deserto.  A Patagônia é composta principalmente por planícies de cascalho e planaltos com cânions de arenito e formas de argila que pontilham a paisagem, esculpidas pelo vento do deserto.  A região que abrange o deserto, no entanto, tem muitas características diversas. Rios efêmeros, lagos e depósitos de drenagem do degelo da primavera dos Andes se formam anualmente, hospedando uma variedade de aves aquáticas e gramíneas aquáticas. Uma variedade de depósitos glaciais, fluviais e vulcânicos também são encontrados na região e afetaram significativamente o clima do deserto ao longo do tempo, contribuindo especialmente para os sedimentos de cascalho que cobrem partes da Patagônia.
O deserto também é bastante ventoso, resultado do efeito da sombra da chuva e do ar frio da montanha que desce. Este vento ajuda a tornar a Patagônia uma das maiores fontes de poeira sobre o Oceano Atlântico Sul.  A oeste, a porção de pastagens patagônicas do deserto patagônico é delimitada por florestas de nothofagus das florestas subpolares de Magalhães.  As rochas vulcânicas cobrem mais de 120.000 km 2 do Deserto Patagônico, principalmente no Maciço Somún Cura (ou seja, Maciço Norte Patagônico) e no Maciço Deseado. Algumas outras áreas vulcânicas incluem o Campo Vulcânico Pali-Aike perto do Estreito de Magalhães. As rochas vulcânicas são o resultado do vulcanismo de arco posterior distribuído principalmente em dois episódios: um no Eoceno e Mioceno e outro do Mioceno Tardio ao Pleistoceno.

## Fauna e Flora

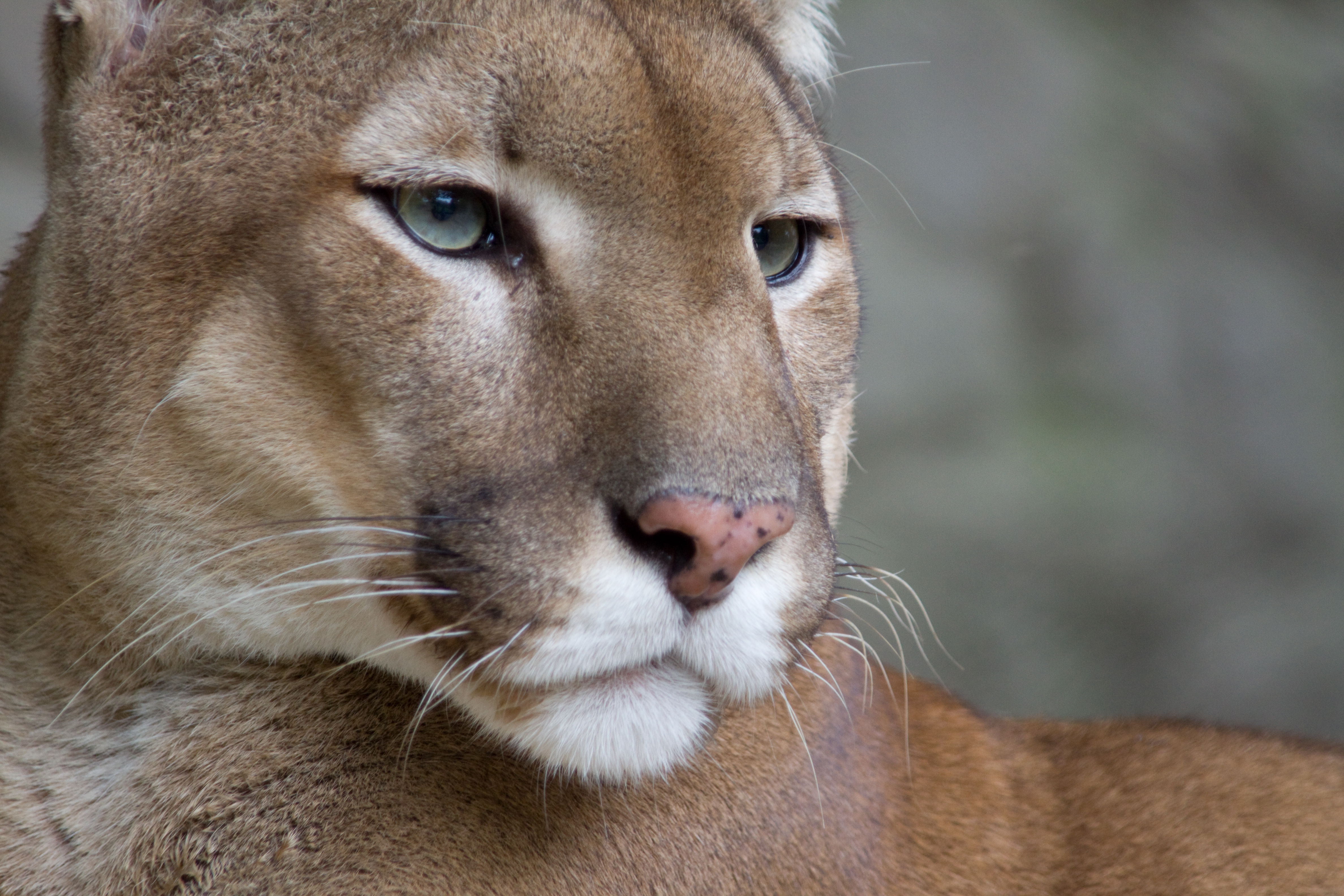
A onça-parda ou puma, exemplo de vida animal da região

Apesar do ambiente hostil do deserto, vários animais se aventuram e vivem na Patagônia. Alguns vivem apenas nas periferias mais habitáveis e geograficamente variadas do deserto, onde a comida é mais abundante e o ambiente menos hostil, mas todos se encontram na região que abrange a Patagônia. A coruja-buraqueira, ema menor, guanaco, tuco-tuco, mara, tatu pigmeu, doninha patagônica, puma, raposa cinzenta patagônica, iguana do deserto, cobra de fita ocidental, e várias espécies de águias e gaviões são algumas das variedades de animais que vivem na região. A flora da região é bastante comum por seu clima e inclui várias espécies de arbustos do deserto como Acantholippia e Benthamiella e gramíneas de tufo como Stipa e Poa . Gramíneas aquáticas e flora maior existem nos arredores do deserto e ao redor dos lagos efêmeros que se formam a partir do escoamento dos Andes.

## Aspectos Antrópicos

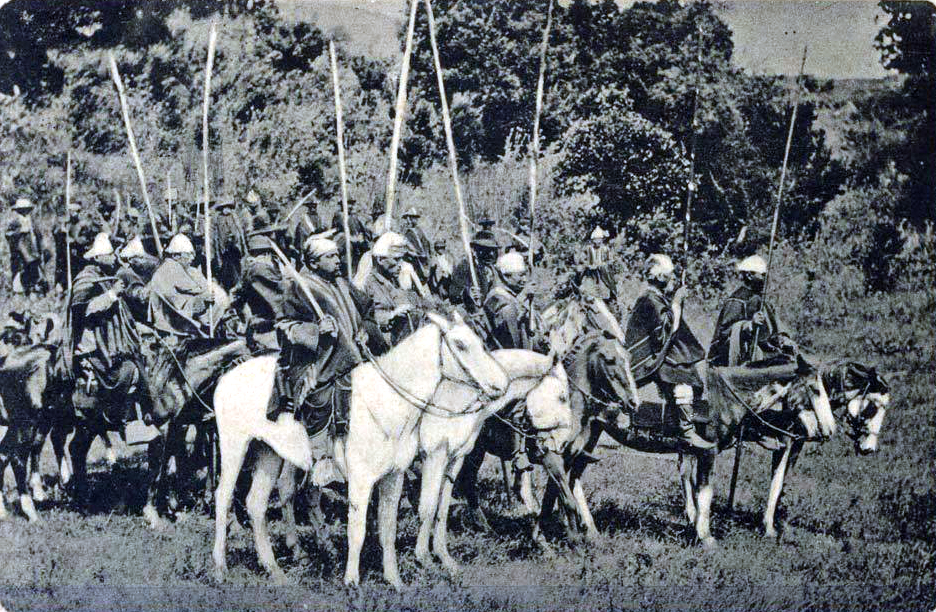
Cavalaria do Povo Mapuche, habitantes tradicionais da região

O deserto já abrigou vários povos indígenas em seu passado, como evidenciado por pinturas rupestres na área. Os primeiros habitantes do deserto conhecidos pelo nome são os do complexo Tehuelche. Os tehuelches viviam como caçadores-coletores e não praticavam agricultura em vales exuberantes encontrados no deserto. Nos séculos XVIII e XIX, a parte norte do deserto ficou sob influência mapuche durante um processo de araucanização. Os mapuches vieram praticar a criação de cavalos na parte norte da estepe patagônica. As tribos Mapuche passaram a controlar o comércio através do deserto e negociaram com as cidades do sul do Chile, bem como Buenos Aires e a Região de Cuyo.
A partir de meados do século XIX, vários assentamentos argentinos e europeus, alguns deles esporádicos, surgiram nas bordas do deserto. O mais importante foi estabelecido na saída do rio Chubut por imigrantes galeses em 1860. Perito Moreno explorou o deserto na década de 1870. Na década de 1870, o exército argentino empreendeu a campanha da Conquista do Deserto, derrotando massivamente os senhores da guerra Mapuche. A conquista do deserto foi seguida por um declínio acentuado da população indígena do deserto; alguns foram perseguidos no Chile e áreas periféricas nos Andes. Estima-se que a conquista do deserto causou a morte de cerca de 1.000 nativos americanos. Além disso, 10.000 nativos americanos foram feitos prisioneiros, dos quais 3.000 acabaram em Buenos Aires separados por sexo para evitar sua procriação. O tratado de fronteira de 1881 entre o Chile e a Argentina comprou a maior parte do deserto sob a soberania definitiva da Argentina; anteriormente o Chile tinha reivindicado variando áreas agora argentinas sob reivindicações de títulos coloniais herdados.
Nas poucas décadas anteriores e posteriores a 1900, as partes menos secas da estepe patagônica experimentaram um boom de ovinocultura, transformando a região em um dos maiores exportadores mundiais de produtos ovinos. A área é escassamente povoada hoje e aqueles que vivem aqui sobrevivem principalmente da criação de gado, como ovelhas e cabras. A mineração de recursos, especialmente de petróleo, gás e carvão em partes da região, é outra maneira pela qual os humanos interagem e influenciam o ambiente do deserto.